# Цела-Мелис
Цела-Мелис (њем. Zella-Mehlis) град је у њемачкој савезној држави Тирингија. Једно је од 65 општинских средишта округа Шмалкалден-Мајнинген. Према процјени из 2010. у граду је живјело 11.910 становника. Посједује регионалну шифру (AGS) 16066092.

## Географски и демографски подаци
Цела-Мелис се налази у савезној држави Тирингија у округу Шмалкалден-Мајнинген. Град се налази на надморској висини од 450–700 метара. Површина општине износи 28,1 km². У самом граду је, према процјени из 2010. године, живјело 11.910 становника. Просјечна густина становништва износи 424 становника/km².

## Међународна сарадња
| Мјесто | Држава    | Врста сарадње | Од    |
| ------ | --------- | ------------- | ----- |
|        | Француска | пријатељство  | 1967. |
| Извор  |           |               |       |